# چوب‌فندقی قهوه‌ای
چوب‌فندقی قهوه‌ای (نام علمی: Lysicarpus) نام یک سرده از تیره موردیان است.